# Gonatocerus stenopterus
Gonatocerus stenopterus is een vliesvleugelig insect uit de familie Mymaridae. De wetenschappelijke naam is voor het eerst geldig gepubliceerd in 1936 door Ogloblin.